# Монтале, Эудженио
Эудженио Монтале (итал. Eugenio Montale; 12 октября 1896[…], Генуя — 12 сентября 1981[…], Милан) — итальянский поэт, прозаик, литературный критик. Пожизненный сенатор. Лауреат Нобелевской премии по литературе (1975).

## Биография

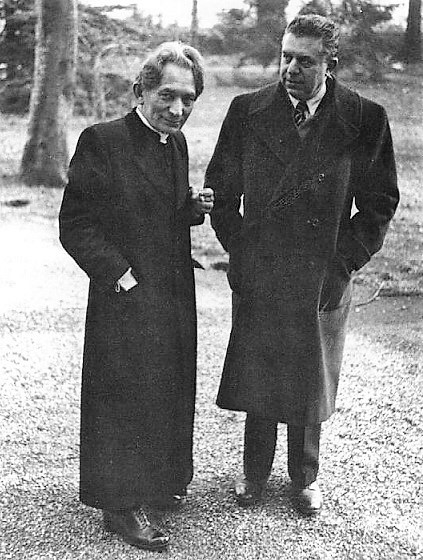
Эудженио Монтале и Чезаре Анджелини. 1949 г.

Родился в семье коммерсанта. В юности брал уроки пения, хотел стать оперным певцом. Участвовал в Первой мировой войне.
В 1925 подписал составленный Бенедетто Кроче «Манифест интеллектуалов-антифашистов». В 1920-х работал во флорентийском издательстве, в библиотеке. В 1938 после отказа вступить в фашистскую партию был уволен. В 1943 его стихи были нелегально вывезены за границу и опубликованы за рубежом (Швейцария).
После войны состоял в Партии действия. В 1948 переехал в Милан, сотрудничал с газетой «Коррьере делла Сера» как литературный и музыкальный критик.

## Признание
В 1967 за заслуги перед итальянской культурой Монтале получил звание пожизненного сенатора. В 1975 году был (в девятый раз: 1955; 1961; 1966; 1967; 1968; 1969; 1970; 1971; 1975) выдвинут на Нобелевскую премию по литературе и получил её.
На стихи Монтале писали музыку Гоффредо Петрасси и другие композиторы. Композитор Луиджи Даллапиккола использовал сделанный Монтале перевод стихотворения Джойса «Цветок, подаренный моей дочери» в своих «Трёх поэмах».

## Произведения
- Ossi di seppia/ Панцири каракатиц (1925)
- Le occasioni/ Обстоятельства (1939)
- Finisterre/ Финистерре (1943)
- Farfalla di Dinard/ Динарская бабочка (1956, стихотворения в прозе)
- La bufera e altro/ Буря и другое (1956)
- Satura/ Сатура (1971)
- Mottetti/ Мотеты (1973)
- Quaderno di quattro anni/ Тетрадь за четыре года (1977)

## Публикации на русском языке
- Избранное М.: Прогресс, 1979
- Поэты — лауреаты Нобелевской премии. М.: Панорама, 1997, с.333-361
- Итальянская поэзия в переводах Евгения Солоновича. М.: Радуга, 2000, с.320-355
- Динарская бабочка/ Пер. Е. Солоновича. М.: Река времен, 2010